# Austrarchaea smithae
Espèce
Austrarchaea smithae est une espèce d'araignées aranéomorphes de la famille des Archaeidae.

## Distribution
Cette espèce est endémique de Nouvelle-Galles du Sud en Australie. Elle se rencontre dans le parc national des Blue Mountains.

## Description
Le mâle holotype mesure 2,97 mm et la femelle paratype 4,00 mm.

## Étymologie
Cette espèce est nommée en l'honneur de Helen Motum Smith.

## Publication originale
- Rix & Harvey, 2011 : Australian assassins, Part I: A review of the assassin spiders (Araneae, Archaeidae) of mid-eastern Australia. ZooKeys, no 123, p. 1-100 (texte intégral).